# Benidorm Bastards

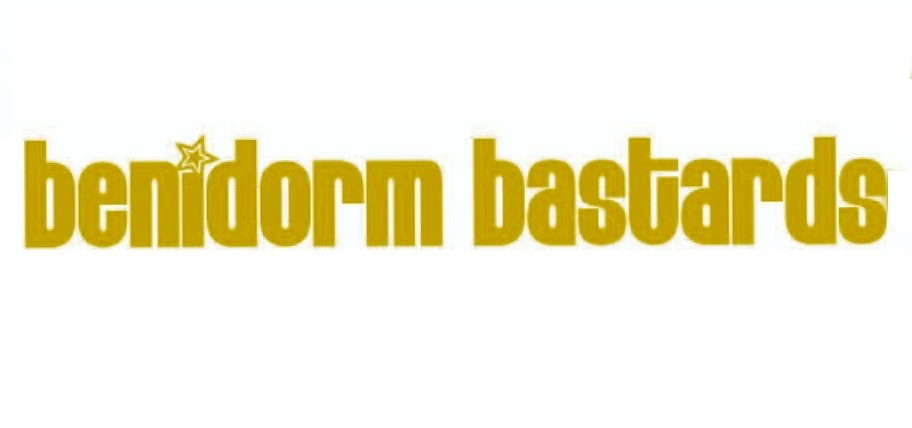
Logo de l'émission.

Benidorm Bastards est une émission humoristique de la chaîne de télévision belge flamande 2BE, produite par Tim Van Aelst. Ce programme de caméra cachée, produite par la même équipe que Tragger Hippy, met en scène sept acteurs amateurs du troisième âge dans des situations farfelues. 
L’émission est diffusée en Belgique sur 2BE depuis le 25 mars 2010 et atteint, après quelques semaines, 23,6 % des téléspectateurs entre 15 et 44 ans en Flandre
. Aux Pays-Bas la chaîne RTL4 a obtenu les droits de reproduction.
En avril 2010, la compagnie allemande de distribution de programme télévisée SevenOne a obtenu les droits de distribution de l’émission.

## Acteurs
- Johan Groothaert, né en 1946
- Emiel Ravijts, né en 1947
- Gaston Rombautd, né en 1930
- Marcel Van Brussel, né en 1929
- Irène Vervliet, née en 1928
- Hilda Vleugels, née en 1944
- Lea Witvrouwen, né en 1950